# Antonio Milo (politico)
Antonio Milo (Agerola, 5 dicembre 1959) è un politico italiano.

## Biografia

### Attività politica
Già esponente della Democrazia Cristiana, aderisce poi ai Cristiani Democratici Uniti (CDU).

#### Consigliere regionale della Campania
Viene eletto per la prima volta consigliere regionale in Campania, con il CDU (all'interno delle liste di Forza Italia), alle elezioni regionali del 1995; nel 1998 passa poi al Centro Cristiano Democratico (CCD), venendo rieletto con quest'ultimo alle successive elezioni regionali del 2000.
Alle elezioni politiche del 2001 è candidato alla Camera dei Deputati, nella lista CCD-CDU, nella quota proporzionale della circoscrizione Campania 1, senza venire tuttavia eletto in quanto la lista non supera la soglia di sbarramento del 4%.
Nel 2002 aderisce all'Unione dei Democratici Cristiani e di Centro (UDC) e con esso è rieletto per la terza volta alle elezioni regionali del 2005.
Alle elezioni politiche del 2006 è ricandidato alla Camera dei Deputati, nella circoscrizione Campania 1, nelle liste dell'UDC (in quinta posizione), risultando tuttavia il primo dei non eletti.
Nel 2008 abbandona l'UDC ed aderisce al Movimento per le Autonomie di Raffaele Lombardo.

#### Elezione a deputato
Alle elezioni politiche del 2008 è candidato per la terza volta alla Camera dei Deputati, sempre nella circoscrizione Campania 1, nelle liste del Movimento per l'Autonomia (in seconda posizione, preceduto da Raffaele Lombardo), venendo eletto deputato della XVI; contemporaneamente si dimette quindi dalla carica di consigliere regionale in Campania.
Alla Camera, assieme agli altri sette deputati dell'MpA, si iscrive alla componente del Gruppo misto "Movimento per le Autonomie - Alleati per il Sud".
A gennaio 2010, dopo essere stato espulso assieme ad altri cinque deputati dal Movimento per le Autonomie (per non essere passati all'opposizione del governo Berlusconi, così come richiesto dal partito) fonda, assieme ad Arturo Iannaccone il nuovo partito di centro-destra "Noi Sud".
A tal proposito il 21 gennaio 2010 abbandona la componente MpA del Gruppo misto alla Camera dei Deputati per aderire dapprima alla nuova componente "Noi Sud / Lega Sud Ausonia" (dal 21 gennaio 2010 al 6 giugno 2010), successivamente a "Noi Sud - Libertà ed Autonomia - Partito Liberale italiano" (dal 7 giugno 2010 al 21 ottobre 2010) ed infine a "Noi Sud Libertà e Autonomia - I Popolari di Italia Domani" (dal 21 ottobre 2010 al 20 gennaio 2011).
Il 14 dicembre 2010, assieme ai deputati ex MpA, vota contro la mozione di sfiducia al governo Berlusconi.
Il 20 gennaio 2011 aderisce quindi, come esponente di Noi Sud, al gruppo parlamentare Iniziativa Responsabile (nato da deputati responsabili per sostenere la maggioranza del governo Berlusconi).
Il 16 giugno 2011 passa al Gruppo misto, rimanendo all'interno di esso sino al 22 giugno 2011; in tale data ritorna nel gruppo Iniziativa Responsabile (poi rinominato Popolo e Territorio), rimanendo all'interno di esso sino alla fine della legislatura.

#### Elezione a senatore
In virtù dell'accordo tra Noi Sud e PdL, alle elezioni politiche del 2013 viene eletto al Senato della Repubblica, grazie alla candidatura nelle liste del Popolo della Libertà in regione Campania.
In Senato aderisce al gruppo parlamentare del Popolo della Libertà, il 4 dicembre 2013 passa al gruppo parlamentare di centro-destra Grandi Autonomie e Libertà.
Il 30 maggio 2015 abbandona il gruppo GAL per aderire a Conservatori e Riformisti, il nuovo partito di Raffaele Fitto.
Il 1º maggio 2016 abbandona Conservatori e Riformisti per aderire ad Alleanza Liberalpopolare-Autonomie, formazione centrista dei senatori fuoriusciti dal centro-destra per sostenere i governi Renzi e Gentiloni.
Non è più ricandidato in Parlamento alle elezioni politiche del 2018.